# Tylenchorhynchus dubius
Tylenchorhynchus dubius is een rondwormensoort, de plaatsing in een familie is onzeker. De wetenschappelijke naam van de soort is voor het eerst geldig gepubliceerd in 1873 door Bütschli.